# 1,2,3,4,5,6,7,8-八氢萘
1,2,3,4,5,6,7,8-八氢萘是一种有机化合物，化学式为C10H16。它可由四氢萘和锂在乙二胺溶液中反应得到。4a,8a-八氢萘二酚和钾、三氯化钛在四氢呋喃中反应，也能得到该化合物。它可以被过氧化氢氧化为八氢-4a,8a-环氧萘或被高碘酸钠氧化为1,6-环癸二酮。